# قرار مجلس الأمن التابع للأمم المتحدة رقم 1780
قرار مجلس الأمن التابع للأمم المتحدة رقم 1780، المتخذ بالإجماع في 15 أكتوبر 2007.

## القرار
وتأكيدًا على أن الوضع الأمني في هايتي قد تحسن لكنه ظل هشًا، مدد مجلس الأمن ولاية بعثة الأمم المتحدة لتحقيق الاستقرار في هايتي لمدة عام واحد، بينما أيد توصيات الأمين العام بإعادة تشكيل انتشارها.
قرر المجلس تمديد بعثة الأمم المتحدة لتحقيق الاستقرار في هايتي حتى 15 تشرين الأول / أكتوبر 2008، وخفض مستوى قوتها العسكرية وزيادة عنصر شرطتها، وذلك لمساعدة البعثة على تقديم دعم أفضل للشرطة الوطنية الهايتية تعزيز المكاسب الأمنية في المناطق الحضرية. وبعد ذلك سيتألف العنصر العسكري من 7060 فردا، في حين سيرتفع عنصر الشرطة إلى 2,091.
ومن خلال النص، دعا المجلس البعثة أيضا إلى مساعدة الحكومة في متابعة الإدارة الشاملة للحدود، مؤكدا الحاجة إلى دعم دولي منسق في هذا الجهد.
وبالإضافة إلى ذلك، طلب من البعثة توسيع دعمها لجهود الحكومة لتعزيز مؤسسات الدولة على جميع المستويات، ولا سيما الوزارات والوكالات الرئيسية خارج بورت أو برنس.

## روابط خارجية
- نص القرار في undocs.org